# Богданова, Медина Искандеровна
Медина Искандеровна Богданова (1906, с. Бухар, Лбищенский уезд, Уральская область — 1962, Москва, СССР) — советский учёный-лингвист, литературовед.

## Биография
Родилась в 1906 году в Бухаре, в семье служащего. Училась там же, а затем продолжила образование в Ташкенте в школе имени Песталоцци, которую окончила в 1925 году.
В 1932 году окончила Среднеазиатский государственный университет по Восточному факультету, а в 1935 году — аспирантуру научно-исследовательского института национальностей при ЦИК СССР.

## Творчество и научная деятельность
М. Богданова включилась в работу по составлению алфавита на основе латинской графики для среднеазиатских республик. В 1935 от Всесоюзного Центрального Комитета Нового Алфавита М. Богданова была направлена в Туркмению для оказания помощи местным учёным-лингвистам.
В Ашхабаде были опубликованы первые статьи: «Основные вопросы терминологической работы в Туркмении» и «Краткий русско-туркменский словарь социально-политических терминов».
После возвращения в Москву в 1940 М. Богданова возглавляла сектор литератур народов СССР АН СССР.
С начала Великой Отечественной войны М. Богданова находилась в Киргизии, где с первых же дней работала в научно-исследовательском институте языка и литературы, который впоследствии вошёл в состав Киргизской Академии наук. Здесь она продолжала работу над изучением устной народной поэзии и вплоть до 1944 года заведовала сектором фольклора и эпоса «Манас», предложила классификацию жанров киргизского фольклора, начала разрабатывать проблему происхождения и установления его корней.
Научная работа в области изучения киргизского фольклора, а также чтение лекций по истории киргизской литературы, дали возможность М. Богдановой выпустить на этом богатом материале книгу «Киргизская литература», изданную издательством «Советский писатель».
Много внимания М. Богданова уделяла изучению наименее разработанного периода в истории киргизской литературы XIX века. Об этом периоде ею были написаны статьи: «О некоторых вопросах истории киргизской литературы XIX и начала XX веков», «Из истории киргизской литературы XIX и начала XX вв.» и монография «Очерк истории киргизской литературы XIX и начала XX веков». Монография «Киргизский народный акын Токтогул Сатылганов» готовился к Декаде киргизской литературы в Москве Государственным литературным издательством.
В 1952 году М. Богданова принимала активное участие в дискуссии посвящённой эпосу «Манас». Были напечатаны в центральных и областных газетах её статьи: «Об эпосе „Манас“», «Очистить эпос „Манас“ от антинародных наслоений» и др.
Также М. Богданова подготовила большую статью «О некоторых особенностях формирования и развития эпоса „Манас“», которая вышла в сборнике, подготовляемом Институтом мировой литературы им. А. М Горького при АН СССР.
Наряду с огромной работой в области литературы М. Богданова много времени уделяла и литературам других народов Средней Азии и Казахстана: работала в Московском государственном университете им. Ломоносова, в институте мировой литературы имени Горького АН СССР.
В связи с подготовкой к Декаде киргизской литературы и искусства М. Богданова участвовала в составлении сборников стихов Токтогула Сатылганова, Тоголок Молдо, Аалы Токомбаева и других; ею написан ряд вступительных статей и сделаны подстрочные переводы.
Помимо, упомянутых выше, статей и монографий по киргизскому фольклору и литературе М. Богдановой был написан ряд статей в Большую Советскую Энциклопедию: «Манас», «Манасчи», «Аалы Токомбаев», «Токтогул Сатылганов», «Кубанычбек Маликов», «Тугельбай Садыкбеков» и др..